# Mario Rossi
Mario Rossi (Bitetto, 29 de marzo de 1902 – Roma, 29 de junio de 1992) fue un director de orquesta italiano.

## Biografía
Realizó los estudios superiores de música en el Conservatorio del Academia Nacional de Santa Cecilia de Roma, bajo la dirección de Ottorino Respighi (composición), Giacomo Setaccioli (dirección) y Pietro Mascagni (orquestación).
Entre 1923 y 1926, por encargo del ayuntamiento de Roma, fundó y dirigió un coro masculino destinado a la formación musical de los obreros, el cual consiguió bastante renombre no solo por el rigor de sus interpretaciones, sino porque además del repertorio popular acometía obras de los clásicos y de compositores del momento que escribían expresamente para él.
En 1926 fue nombrado subdirector de la Orquesta del Augusteo de Roma, cargo que ocupó durante diez años y que compaginó con la enseñanza de dirección en el Conservatorio de la ciudad. Desde 1937 hasta 1944 dirigió la orquesta del Maggio Musicale Fiorentino, a la vez que iniciaba una espléndida carrera internacional coma director de óperas y de conciertos. Ya desde entonces aunó la programación de los compositores más actuales con la recuperación de obras olvidadas de autores como Claudio Monteverdi, Baldassare Galuppi, Niccolò Piccinni y otros.
Una vez acabada la Segunda Guerra Mundial, por sugerencia de Arturo Toscanini, fue nombrado director artístico del Teatro alla Scala de Milán, pero al año siguiente (1946) lo abandonó para hacerse cargo de la Orquesta Sinfónica de la RAI, con sede en Turín. Fue director de esta formación durante veintitrés años, elevándola al más alto nivel interpretativo y realizando múltiples giras por todo el mundo. En calidad de director invitado, también dirigió las más prestigiosas orquestas europeas e hizo numerosas grabaciones.
En 1953 fue galardonado con el Premio Internacional "Arnold Schönberg" por la difusión de la música contemporánea, pues Mario Rossi fue el uno de los directores pioneros en programar regularmente obras de Luigi Dallapiccola, Goffredo Petrassi y Gian Francesco Malipiero, entre otros.

## Discografía seleccionada
- Ludwig van Beethoven: Concierto para piano y orquesta n.º 3 en do menor, op. 37. Friedrich Gulda; Orquesta Sinfónica de la Radio de Colonia.
- Vincenzo Bellini: Il pirata. Picchi; De’ Cavalieri; Monachesi; Spataro; Orquesta Sinfónica de la RAI de Turín.
- Giuseppe Verdi: Simon Boccanegra. Gencer; Gobbi; Mazzoli; Picchi; Monachesi; Orquesta del Teatro San Carlo de Nápoles.
- Giuseppe Verdi: Luisa Miller. *Kilston; Lauri-Volpi; Colombo; Viaghi; Truccato Pace; Orquesta Sinfónica de Roma.
- Domenico Cimarosa: Le astuzie femminili. Sciutti; Alva; Bruscantini; Mattioli; Calabresi; Orquesta y Cor Alessandro Scarlatti.
- Gaetano Donizetti: Roberto Devereux. Gencer; Cappuccilli; Rota; Bondino; De Julis; Pagliucca; Grella. Orquesta del Teatro San Carlo de Nápoles.
- Giuseppe Verdi: Falstaff. Gobbi; Ligabue; Alberti; Marimpietri; Lazzari; Orquesta Sinfónica de la RAI de Turín.
- Gaetano Donizetti: Maria de Rudenz. Gencer; Rota; Bondino; Cappuccilli; De Julis; Pagliucca; Orquesta del Teatro San Carlo de Nápoles.
- Serguéi Prokófiev: Aleksandr Nevski. Iriarte; Orquesta y Coro de la Ópera Estatal de Viena.
- Giusepe Verdi: I vespri siciliani. Lawrence; Brumaire; Bonhomme; Taylor; Baran; Orquesta de la BBC de Londres.
- Wolfgang Amadeus Mozart. La Betulia liberata. Schwarzkopf; Valletti; Christoff; *Pirazzini; Orquesta Sinfónica de la RAI de Turín.
- Ludwig van Beethoven: Concierto para piano y orquesta nº. 5 en mí bemol mayor, op. 73, "El emperador". Arturo Benedetti Michelangeli; Orquesta Sinfónica de la RAI de Turín.
- Franz Joseph Haydn. Concierto para piano y orquesta n.º 11 en re mayor, Hob. XVIII/11. Arturo Benedetti Michelangeli; Orquesta Sinfónica de la RAI de Turín.
- Gioachino Rossini: Guglielmo Tilo. Cerquetti; Fischer-Dieskau; Jaia. Orquesta del Teatro alla Scala de Milán.
- Gioachino Rossini: Guglielmo Tilo. Taddei; Filippeschi; Carteri; Tozzi; Orquesta Sinfónica de la RAI de Turín.
- Giuseppe Verdi: Rigoletto. Pavarotti; Cappuccilli; Rinaldi; Zaccaria; Orquesta Sinfónica de la RAI de Turín.
- Goffredo Petrassi. Recréation concertante. Orquesta de la Suiza Italiana.
- Francesco Cilea. Adriana Lecouvreur. Oliviero; Bastianini; Simionato; Corelli; Orquesta del Teatro San Carlo de Nápoles.